# La leggenda dei cinque anelli (gioco di ruolo)
La leggenda dei cinque anelli (Legend of the Five Rings) è un gioco di ruolo originariamente scritto da un team guidato da John Wick e pubblicato dalla Alderac Entertainment Group nel 1997, sotto licenza della Five Rings Publishing Group. Il gioco è basato sull'ambientazione che dà il titolo al gioco (Legend of the Five Rings) ed è incentrata principalmente sull'impero del Rokugan, a sua volta basato su una versione fantasy del Giappone feudale, con influenze di altre culture dell'Asia orientale.
In 1998 ha vinto l'Origins Award per Best Roleplaying Game of 1997.
In lingua italiana sono state pubblicate le traduzioni del manuale della prima edizione del gioco nel 2000 a cura della 21st Century Edition e della quinta edizione nel 2019 a cura di NeedGames.
Il nome del gioco e alcuni suoi elementi (gli "anelli elementali") derivano dal trattato di strategia militare Il libro dei cinque anelli scritto da Miyamoto Musashi nel XVII secolo.

## Ambientazione
Il Rokugan è l'impero fittizio su cui è incentrata l'ambientazione, è simile al Giappone feudale, ma include anche aspetti di altre culture asiatiche, così come bestie magiche e mitologiche. Il mondo dell'ambientazione non ha un nome globale, per cui il nome "Rokugan" è usato anche per riferirsi al mondo dell'ambientazione nel suo complesso, anche se strettamente parlando questo è scorretto.

## Sistema di gioco

### Creazione del personaggio
I personaggi sono descritti da otto tratti raggruppati in coppie associate ognuna a un ring ("anello") collegato a un elemento. I tratti sono e le loro associazioni sono: stamina ("resistenza") e willpower ("forza di volontà") associati all'anello della terra, strength ("forza fisica") e perception ("percezione") associati all'anello dell'acqua, agility ("agilità") e intelligence ("intelligenza") associati all'anello del fuoco e infine reflex ("riflessi") e awareness ("consapevolezza") associati all'elemento dell'aria. Per poter aumentare il livello in un anello è necessario aumentare il valore di entrambi i tratti associati.
Alla creazione del personaggio un giocatore ha a disposizione un certo numero di "punti personaggio" (nella quarta edizione 40 punti personaggio o 55 nel caso di un ronin, in edizioni precedenti rispettivamente 30 e 45 punti personaggio) con i quali comprare il suo livello nei vari tratti, per acquistare abilità e vantaggi. È inoltre possibile accettare di avere svantaggi per aumentare il numero di punti personaggio a disposizione.
Esiste anche un quinto anello, detto del vuoto che rappresenta la forza interna del personaggio e fornisce una riserva di punti che gli permette di eseguire azioni in modo più efficace o anche azioni straordinarie aumentando temporaneamente il valore di un tratto, attivando incantesimi o tecniche speciali o aumentando il numero di dadi lanciati in una prova.
L'appartenenza a un clan da un bonus a un attributo, secondo la tradizione marziale della specifica famiglia all'interno del clan, e concede l'accesso a tecniche speciali di arti marziali per i samurai o a incantesimi per i shugenia (maghi) secondo le sue tradizioni.

### Magia
Gli incantesimi sono suddivisi in sei scuole di magia, una per ciascun anello elementale più una scuola universale. Per lanciare con successo un incantesimo si deve riuscire in una prova di abilità lanciando un numero di dadi pari al proprio livello nell'anello a cui appartiene l'incantesimo che si sta lanciando più il rango nella scuola, conservando un numero di dadi pari al livello nell'incantesimo.

### Prove di abilità
Per il regolamento dell'ambientazione fu sviluppato un sistema a riserva di dadi simile a quello di altri giochi del periodo, come il d6 System di Guerre stellari - Il gioco di ruolo o lo Storyteller System del Mondo di Tenebra, con l'aggiunta del meccanismo del keep ("tieni"), suggerito da Marcelo Figureroa. Le prove di abilità sono risolte tirando un numero di dadi a dieci facce pari alla somma del valore di un tratto (il nome delle caratteristiche nel regolamento) e di un'abilità del personaggio, ma conservando solo un numero di dadi pari al valore del tratto. Di solito il tiro è aperto, cioè se il risultato del tiro di un dado è 10 lo si ritira aggiungendo e il nuovo risultato al risultato originale. Se anche questo secondo risultato è un 10 si ritira nuovamente continuando ad aggiungere e proseguendo a ritirare il dado fino a che non si ottiene un risultato diverso da 10. Nel gergo del gioco si dice che il dado è "esploso". Per tiri di dado sono generalmente descritti come "cinque tieni tre" o in breve "5k3" per indicare, per esempio, di tirare cinque dadi conservando i risultati di tre. Il risultato finale del tiro è la somma del risultato dei dadi conservati, che viene confrontato con la difficoltà del tiro, che può andare da 5 ("banale") a 40 ("non accadrà di nuovo").

### Letalità
Il gioco è noto per la sua letalità Giocatori che inconsapevoli di questo fanno caricare in combattimento i loro personaggi se li ritroveranno spesso morti alla prima sessione. Viene incoraggiato di interpretare correttamente i propri personaggi per evitare il combattimento quando non è necessario, ma questi hanno comunque le capacità necessarie per sopravvivere al combattimento se vi sono forzati.

### d20 System
Nel periodo della seconda edizione per sfruttare la popolarità del d20 System e in seguito alla pubblicazione da parte della Wizards of the Coast del manuale Oriental Adventures nel quale il Rokugan era l'ambientazione di default quasi tutti i manuali furono stampati con statistiche sia per il sistema roll & keep che per il d20 System

## Storia editoriale
L'idea iniziale per la creazione di una nuova ambientazione fantasy orientale nacque nel 1994 da una conversazione tra John Zinser e David Seavy della Alderac Entertainment Group riguardo al gioco di ruolo Bushido (1980) non più disponibile per le vicende della sua casa editrice, la Fantasy Games Unlimited. A loro si unì John Wick, sempre della AEG e Ryan Dancey della Isomedia una ditta di distribuzione.. Inizialmente fu però creato il gioco di carte collezionabili, che fu pubblicato nel 1995. Nel 1996 fu formata una nuova ditta, la Five Rings Publishing Group per gestire le proprietà intellettuale dell'ambientazione. Robert Abramowitz era presidente in rappresentanza di un gruppo di investitori, Ryan Dancey era vicepresidente dello sviluppo dei prodotti e John Zinser vicepresidente delle vendite. Alderac e Isomedia vendettero i loro diritti sull'ambientazione alla nuova ditta che a sua volta li rilicenziò indietro alla Alderac. La Alderac continuò a pubblicare il gioco di carte collezionabili.
Nel 1997 Abramowitz e Dancey agirono da intermediatori tra la Wizards of the Coast e la Tactical Studies Rules per l'acquisto di quest'ultima e come parte dell'accordo anche la Five Rings Publishing fu acquistata dalla Wizards of the Coast, di cui divenne una divisione fino al 1998 quando fu dissolta. Lo sviluppo delle regole ed espansioni del gioco di carte collezionabili rimase alla AEG, ma la pubblicazione passò alla Wizards of the Coast, che pubblicò anche un altro gioco di carte collezionabilie basato sull'ambientqzione (Legend of the Burning Sands) nel 1998.
Sempre nel 1997 John Wick diresse per l'AEG il gruppo di sviluppo (Shawn Carman, Seth Mason, Fred Wan, Rich Wulf, Brian Yoon) che creò il gioco di ruolo basato sull'ambientazione. Il gioco riempì la nicchia dei gioco di ruolo fantasy e ottenne un buon successo, vincendo anche l'Origins Award 1997 come miglior gioco di ruolo
Nel 2000 la AEG pubblicò una seconda edizione del gioco di ruolo, mentre nel 2001 la Wizards of the Coast pubblicò una nuova edizione di Oriental Adventure a cura di James Wyatt, in cui l'ambientazione di Kara-Tur fu sostituita dal Rokugan, con regole per il d20 System La licenza originaria che aveva la AEG era scaduta nel 2000, comunque con il permesso della Wizards of the Coast aveva continuato a stampare supplementi per il gioco di ruolo. Nel 2001 la AEG riacquistò la piena proprietà dei diritti dalla Wizards of the Coast che si stava liberando delle licenze meno redditizie. Immediatamente pubblicò Rokugan Oriental Adventures Campaign Setting espandendo il materiale pubblicato dalla Wizards of the Coast e seguendolo con altri due manuali nel 2002 e con diversi supplementi con statistiche doppie per il Roll & Keep e per il d20 System. Nel 2004 fu pubblicato l'ultimo supplemento con statistiche doppie d20 System/Roll & Keep e nel 2005 fu pubblicata una terza edizione del gioco, basata unicamente sul sistema Roll & Keep. Nel 2008 l'ambientazione fu espansa alla regione delle Burning Sands dal tema fantasy arabo con Legend of the Burning Sand.. Nel 2010 fu pubblicata la quarta edizione del gioco di ruolo, supportato da alcuni supplementi, ma comunque il focus principale dell'AEG è sul gioco di carte collezionabili.

## Pubblicazioni

### Prima edizione
- Shawn Carman, Seth Mason, Fred Wan, John Wick, Rich Wulf, Brian Yoon (1997). Legend of the Five Rings – Roleplaying in the Emerald Empire. Manuale base della prima edizione.
- Greg Stolze e John Wick (1997). Game Master's Pack. schermo del master più l'avventura The Hare Clan
- John Wick (1997). Way of the Dragon. Primo libro della serie Way of the Clans
- Cris Dornaus, Rob Vaux (1997. Book of the Shadowlands: The Writings of Kuni Mokuna.
- Steve Hough (1997). Character Travelogue: Crab
- Steve Hough (1997). Character Travelogue: Crane
- Steve Hough (1997). Character Travelogue: Dragon
- Steve Hough (1997). Character Travelogue: Lion
- Steve Hough (1997). Character Travelogue: Phoenix
- Steve Hough (1997). Character Travelogue: Ronin
- Steve Hough (1997). Character Travelogue: Scorpion
- Steve Hough (1997). Character Travelogue: Unicorn
- Greg Stolze (1998). City of Lies. Set in scatola. Modulo L-1 della serie City of Lies
- Ross A. Isaacs, Rob Vaux (1998). Walking the Way: The Lost Spells of Rokugan
- Rob Vaux (1998). Tomb of Iuchiban. Set in scatola. Modulo S-1 della serie Shadowlands
- Jennifer Wick (1998). Way of Shadow
- Patrick Kapera, Ree Soesbee (1998). Way of the Phoenix. Settimo libro della serie Way of the Clans
- Cris Dornaus, Ree Soesbee, John Zinser (1998). Night of a Thousand Screams. Modulo L-2 della serie City of Lies
- Jim Long (1998). Twilight Honor. Modulo S-2 della serie Shadowlands
- Pat Kapera, Ree Soesbee, Rob Vaux, John Wick (1998). Code of Bushido. Modulo B-1 della serie Bushido
- Edward Bolme, Andrew Hecht (1999). Way of the Unicorn. Secondo libro della serie Way of the Clans
- Rob Vaux (1999). Way of the Crab. Terzo libro della serie Way of the Clans
- John Wick (1999). Way of the Scorpion. Quinto libro della serie Way of the Clans
- Ree Soesbee (1999). Way of the Crane. Quarto libro della serie Way of the Clans
- Patrick Kapera, Ree Soesbee, John Wick (1999). Way of the Lion. Sesto libro della serie Way of the Clans
- Patrick Kapera, Ree Soesbee (1999). Way of the Naga. Ottavo libro della serie Way of the Clans
- Jim Pinto (1999). Game Master's Survival Guide
- Ree Soesbee (1999). Winter Court: Kyuden Seppun. Primo libro della serie Winter Court
- Patrick Kapera, Ree Soesbee (1999). Unexpected Allies
- Jennifer Brandes, Chris Hepler (1999). Bearers of Jade: The Second Book of the Shadowlands
- Shawn Carman, Rick Dakan, Kenyon Daniels et al. (1999). Way of the Minor Clans. Nono libro della serie Way of the Clans
- Game Master's Pack edizione rivista, comprende l'avventura The Silence Within Sound
- Rob Vaux (1999). Merchant's Guide to Rokugan
- Ross A. Isaacs, Jennifer Mahr, Greg Stolze, John Wick (1999). Honor's Veil. Modulo I-1 della serie Intrigue
- John R. Phythyon Jr., James A. Moore (1999). Midnight's Blood. Modulo M-1 della serie High Magic
- Patrick Kapera (1999). Legacy of the Forge. Modulo B-2 della serie Bushido
- Ree Soesbee (1999). Void in the Heavens. Modulo M-2 della serie High Magic
- Patrick Kapera, Ree Soesbee (2000). Otosan Uchi: The Imperial City. Set in scatola. Modulo O-1 della serie The Imperial City
- Winter Court: Kyuden Kakita (2000). Winter Court: Kyuden Kakita. Secondo libro della serie Winter Court
- Shawn Carman, Rich Wulf (2000). Way of the Wolf. Decimo libro della serie Way of the Clans
- Wolfgang H. Baur, Shawn Carman, Kenyon Daniels et al. (2000). Way of Shinsei. Libro undici della serie Way of the Clans
- Jim Pinto (2000). Lesser of Two Evils. Modulo S-3 della serie Shadowlands

### Seconda edizione
Per questa edizione invece di un unico manuale base fu pubblicata una guida del master e una del giocatore. Salvo dove diversamente notato tutti i manuali hanno statistiche doppie d20 System / Roll and Keep
- Patrick Kapera, Kevin Millard, Jim Pinto et al. (2000). Game Master's Guide. Solo Roll and Keep
- Patrick Kapera, Kevin Millard, Jim Pinto et al. (2000). Legend of the Five Rings – Player's Guide. Solo Roll and Keep
- Jim Pinto (2000). Mimura: The Village of Promises
- Shawn Carman, Seth Mason, Rick Raven, Rich Wulf (2001). Way of the Ratling
- Shawn Carman, Rich Wulf (2001). Way of the Shadowlands
- Shawn Carman, Rich Wulf (2001). Winter Court: Kyuden Asako. Terzo libro della serie Winter Court. Solo Roll and Keep
- Shawn Carman, Seth Mason, Rich Wulf (2001). Rokugan Oriental Adventures Campaign Setting. Solo d20 System.
- Rich Wulf (2001). Bells of the Dead
- Shawn Carman, Rich Wulf, Seth Mason et al. (2001). Creatures of Rokugan. Solo d20 System
- Shawn Carman, Seth Mason, Rich Wulf (2001). Time of the Void. Solo Roll and Keep
- Rich Wulf, Shawn Carman, Jed Carleton et al. (2003). Secrets of the Phoenix
- Rich Wulf, Shawn Carman, Seth Mason et al. (2002). Secrets of the Lion
- Rich Wulf, Shawn Carman, Seth Mason et al. (2002). Secrets of the Mantis
- Erik Brann, Shawn Carman, Travis Heerman et al. (2002). Magic of Rokugan. Solo d20 System
- Shawn Carman, Scott Gearin, Seth Mason, Aaron Medwin, Rick Wulf (2002). Way of the Samurai
- Shawn Carman, Seth Mason, Aaron Medwin, Rich Wulf (2002). Way of the Ninja
- Shawn Carman, Travis Heerman, Seth Mason, Aaron Medwin, Rich Wulf (2002). Way of the Shugenja
- Shawn Carman, Travis Heerman, Seth Mason, Aaron Medwin, Rich Wulf (2002). Fortunes & Winds
- Rich Wulf, Shawn Carman, Seth Mason et al. (2003). Secrets of the Scorpion
- Shawn Carman, Seth Mason, Rich Wulf (2003). Secrets of the Unicorn
- Rich Wulf, Shawn Carman, Seth Mason et al. (2003). Secrets of the Crab
- Rich Wulf, Shawn Carman, Seth Mason et al. (2003). Secrets of the Crane
- Jed Carleton, Shawn Carman, Chris Hand (2003). Secrets of the Dragon
- Shawn Carman, Kim Hosmer, Seth Mason, Aaron Medwin, Rich Wulf (2003). Way of the Open Hand
- Rich Wulf (2004). Secrets of the Shadowlands. Solo Roll and Keep
- Jed Carleton, Shawn Carman, Rob Dake et al. (2004). Complete Exotic Arms Guide
- Shawn Carman, Chris Hand, Kim Hosmer et al. (2004). Legend of the Five Rings Live-Action Roleplaying
- Shawn Carman, Jed Carleton, Rob Dake et. al. (2004) Way of the Daimyo
- Jed Carleton, Shawn Carman, Rob Drake et al. (2004). Way of the Thief
- Shawn Carman, Travis Heermann, Seth Mason, Aaron Medwin (2005). The Hidden Emperor

Libri della seconda edizione non pubblicati dalla AEG:
- James Wyatt (2002). Oriental Adventures. Wizards of the Coast. d20 System.
- Wolfgang H. Baur (2003). Bloodspeakers. Paradigm Concepts d20 System/Roll and Keep

### Terza edizione
- Shawn Carman, Seth Mason, Fred Wan, John Wick, Rich Wulf, Brian Yoon (2005). Legend of the Five Rings. Manuale base della terza edizione
- Jed Carleton, Shawn Carman, Travis Heermann et al. (2006). The Four Winds: The Toturi Dynasty from Gold to Lotus
- Brian Bates, Shawn Carman, Sean Holland, Douglas Sun, Brian Yoon (2007). Creatures of Rokugan
- Shawn Carman, Richard Farrese, Brian Yoon (2007). Art of the Duel
- Shawn Carman, Richard Farrese, Douglas Sun, Brian Yoon (2007). Emerald Empire
- Douglas Sun , Shawn Carman, Richard Farrese, Robert Hobart (2008). Masters of War
- Jed Carleton, Shawn Carman, Dan Comrie, Richard Farrese, Robert Hobart (2008). Prayers and Treasures
- Brian Bates, Jed Carleton, Shawn Carman (2008). Masters of Court
- Shawn Carman, Richard Farrese, Robert Hobart (2009). Masters of Magic
- Shawn Carman, Dan Comrie, Douglas Sun (2009). Fealty and Freedom
- Shawn Carman, Russel "Rusty" Priske, Nancy Sauer (2009). The Vacant Throne
- Jed Carlton, Shawn Carman, Dan Comrie, Douglas Sun, Lucas Twyman, Brian Yoon (2008). Legend of the Burning Sand

### Quarta edizione
- Shawn Carman, Seth Mason, Fred Wan, John Wick, Rich Wulf, Brian Yoon (2010). Legend of the Five Rings. Manuale base della quarta edizione
- Shawn Carman, Robert Hobart, Jim Pinto, Brian Yoon (2010). Legacy of Disaster
- Mikael Brodu, Shawn Carman, Robert Hobart et al. (2010). Game Master's Screen and Adventure. Comprende l'avventura Descent into Darkness
- Mikael Brodu, Shawn Carman, Robert Hobart, Brian Yoon (2010). Enemies of the Empire
- Shawn Carman, Richard Farrese, Douglas Sun, Brian Yoon (2011). Emerald Empire
- Kevin Blake, Daniel Briscoe, Mikael Brodu et al. (2011). The Great Clans
- Brian Bates, Jason Bianchi, Kevin Blake et al. (2012). Imperial Histories
- Shawn Carmen (2009) The Book of Air
- Kevin Blake, Daniel Briscoe, Shawn Carman et al. (2012). Second City box set
- Kevin Blake, Daniel Briscoe, Shawn Carman et al. (2012). The Book of Earth
- Kevin Blake, Daniel Briscoe, Shawn Carman et al. (2013). Imperial Histories 2
- Dylan Birtolo, Kevin Blake, Shawn Carman et al. (2013). The Book of Fire
- Robert Hobart, Max Lemaire (2013). Secrets of the Empire
- Strongholds of the Empire (pdf/Print on demand)[10]